# Liste der Poststationen des Niederländischen Postkurses

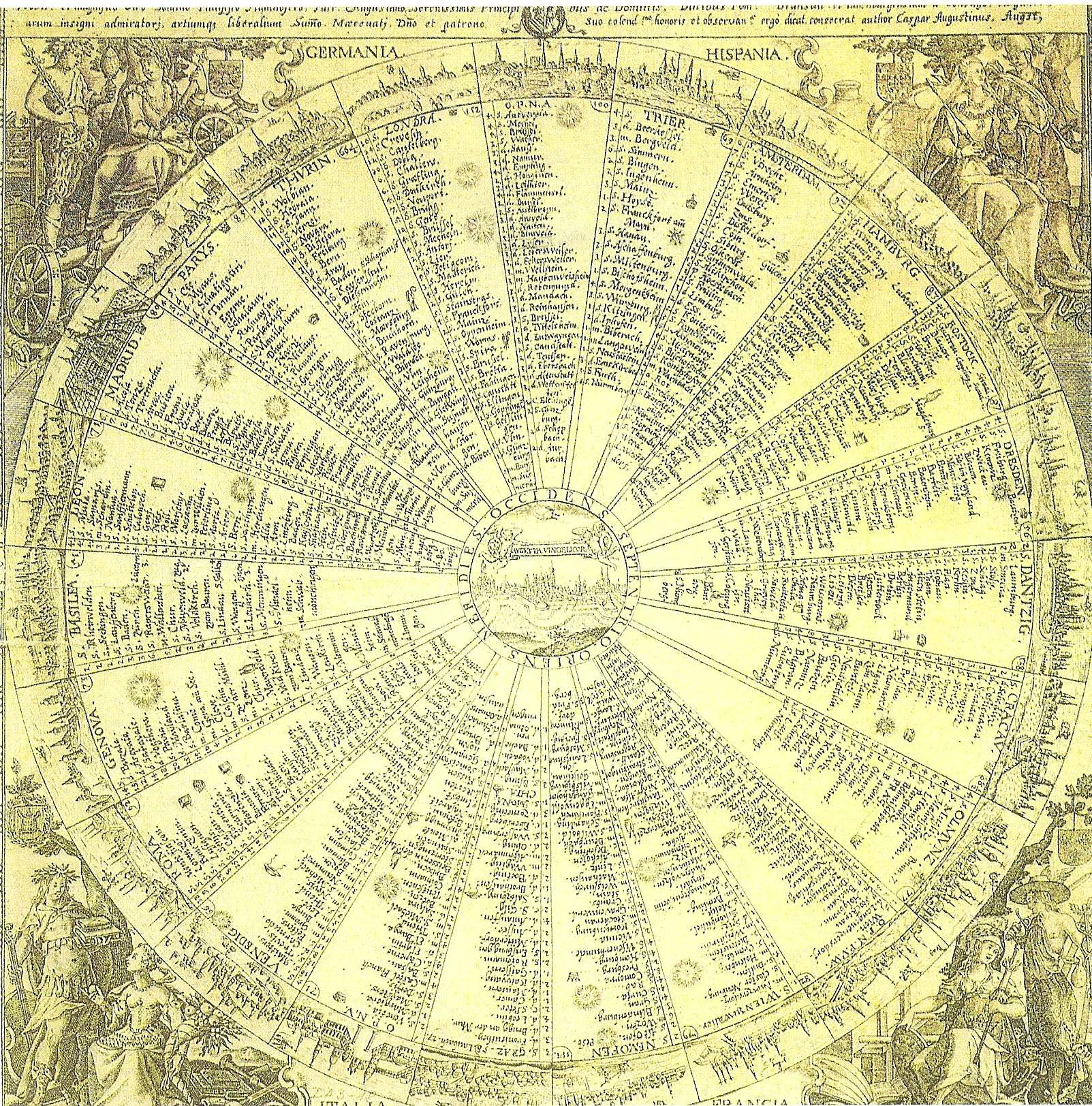
Jüngere Augsburger Meilenscheibe von 1629 mit den Postkursen
Augsburg – Brüssel – Antwerpen
Augsburg – Innsbruck – Trient – Venedig

In dieser Liste der Poststationen des Niederländischen Postkurses werden die zwischen 1519 und 1700 urkundlich belegten festen Poststationen am Niederländischen Postkurs, dem europäischen Hauptpostkurs des 16. und 17. Jahrhunderts aufgeführt.
Dabei werden das bislang früheste und bei einer Schließung das späteste belegte Datum genannt. Trotzdem können einige der genannten Poststationen älter sein. Die gravierenden Änderungen auf dem Streckenabschnitt Brüssel-Rheinhausen im späten 17. Jahrhundert werden gesondert dargestellt. Nicht berücksichtigt werden solche Stationen, die aufgrund von kriegsbedingten Routenverlagerungen nur kurzfristig bestanden.

## Poststationen bis Augsburg

### Brüssel – Rheinhausen bis 1680/81
| Poststation      | Definition             | belegt     | bis      | Anmerkungen |
| ---------------- | ---------------------- | ---------- | -------- | --- |
| Brüssel          | Stadt                  | 1505/16    |          | Postvertrag 1505, Start der Stafetten in Brüssel oder Mechelen, Zentrale seit 1516                                             |
| Wavre            | Stadt                  | 1522       |          | da l'Herba schreibt Baur ò Isca                                                                                                |
| Gembloux         | Stadt                  | 1618       |          | da l'Herba nennt stattdessen Lucasier ò Shosi.                                                                                 |
| Namur            | Stadt                  | 1522       |          | |
| Vivier L’Agneau  | Schloss bei Courrières | 1583       |          | Nicht bei da l'Herba |
| Emptinne         | Dorf                   | 1522       |          | |
| Hogne            | Dorf                   | 1563?/1589 |          | Bei da l'Herba steht stattdessen Zoui, Dorf                                                                                    |
| Lignier          | Dorf                   | 1522       |          | |
| Grainchamps      | unidentifiziert        | vor 1647   |          | nicht bei da l'Herba oder auf der Augsburger Meilenscheibe                                                                     |
| Flamisoul        | Dorf bei Bastogne      | 1519       | 1814/15  | Abzweiger der Burgundischen Linie                                                                                              |
| Michamps         | Dorf bei Bourcy        | vor 1563   | 1680/81  | da l'Herba nennt Borcy ò Mistau (=Michamps) 1680/81 Routenverlagerung ab Flamisoul über Luxemburg und Trier                    |
| Asselborn        | Dorf                   | 1555       | 1680/81  | Nennung bei da l'Herba als „Selchborn“ 1680/81 Routenverlagerung über Luxemburg und Trier                                      |
| Arzfeld          | Dorf                   | 1522       | 1680/81  | 1680/81 Routenverlagerung über Luxemburg und Trier                                                                             |
| Nattenheim       | Dorf                   | 1522       | 1586     | vor 1596 durch Bickendorf ersetzt                                                                                              |
| Bickendorf       | Dorf                   | 1596       | 1680/81  | 1680/81 Routenverlagerung über Luxemburg und Trier                                                                             |
| Binsfeld (Eifel) | Dorf                   | 1551       | 1680/81  | Postkreuz von 1551 1680/81 Routenverlagerung über Luxemburg                                                                    |
| Lieser           | Dorf                   | 1522       | 1698     | Moselfähre, 1615 Ende Streckenabschnitt, bis 1672 Postamt von Trier und Kurtrier, seit 1698 nur noch am Postkurs Trier-Koblenz |
| Laufersweiler    | Dorf                   | vor 1561   |          | Dokumente Postraub 1561 |
| Eckweiler        | Dorf                   | 1522       |          | |
| Kreuznach        | Stadt                  | 1587       |          | Schreiben Jacob Henot |
| Wöllstein        | Dorf                   | vor 1563   |          | Nennung bei Giovanni da l'Herba                                                                                                |
| Flonheim         | Dorf                   | 1506; 1522 | vor 1563 | durch Wöllstein ersetzt |
| Hangen-Weisheim  | Dorf                   | 1561       |          | 1561 Inspektionsreise des Christoph von Taxis                                                                                  |
| Puffelken        | Dorf bei Worms         | 1522       |          | Einzelbeleg, unsichere Zuordnung, evtl. identisch mit Pfiffligheim                                                             |
| Bobenheim        | Dorf bei Worms         | 1540       |          | Vertrag 1540, Filiale von Rheinhausen                                                                                          |
| Maudach          | Dorf                   | vor 1563   |          | Nennung bei da l'Herba |
| Speyer           | Stadt                  | 1632       | 1635     | Schwedische Post unter von den Birghden                                                                                        |
|                  |                        | 1651       | 1651     | kurzfristig, endgültig ab 1669                                                                                                 |
| Rheinhausen      | Dorf                   | 1490       | 1516/17  | Rheinfähre, 1516/17 Routenverlagerung über das Elsass                                                                          |
|                  |                        | 1519       | 1632     | Schwedische Besetzung im Dreißigjährigen Krieg                                                                                 |
|                  |                        | 1636       | 1645/46  | Zerstörung des Posthauses, Routenverlagerung                                                                                   |
|                  |                        | 1651       | 1803     | Schließung unter Napoleon |

### Brüssel – Rheinhausen 1680/81 bis 1701
| Poststation                 | Definition      | belegt   | bis  | Anmerkungen                                                                 |
| --------------------------- | --------------- | -------- | ---- | --------------------------------------------------------------------------- |
| Brüssel                     | Stadt           | 1505/16  |      |                                                                             |
| Wavre                       | Stadt           | 1522     |      |                                                                             |
| Gembloux                    | Stadt           | 1618     |      |                                                                             |
| Namur                       | Stadt           | 1522     |      |                                                                             |
| Vivier L’Agneau             | Schloss         | 1583     |      |                                                                             |
| Emptines                    | Dorf            | 1522     |      |                                                                             |
| Marche-en-Famenne           | Stadt           | 1680/81  |      |                                                                             |
| Grainechamps/Grandchamps    | unidentifiziert | vor 1647 |      |                                                                             |
| Flamisoul                   | bei Bastogne    | 1519     |      |                                                                             |
| Malmaison                   | bei Hollange    | 1680/81  |      |                                                                             |
| Attert                      | Dorf            | 1680/81  |      |                                                                             |
| Steinfort                   | Dorf            | 1680/81  |      |                                                                             |
| Luxemburg                   | Stadt           | 1680/81  |      |                                                                             |
| Wecker                      | Dorf            | 1680/81  |      |                                                                             |
| Grevenmacher                | Dorf            | 1680/81  |      |                                                                             |
| Trier                       | Stadt           | 1680/81  |      | Postamt seit 1672                                                           |
| Lieser                      | Dorf            | 1522     | 1698 | 1698 Kursänderung ab Trier über Büdlich und Haag, Totalschließung erst 1728 |
| Modifizierter Kurs ab Trier |                 | 1698     |      | Postkurs Trier-Büdlich-Haag-Laufersweiler, unter Umgehung von Lieser        |
| Büdlich                     | Dorf            | 1698     |      |                                                                             |
| Haag                        | Dorf            | 1698     |      |                                                                             |
| Laufersweiler               | Dorf            | um 1550  |      | ab 1698 am Postkurs Trier-Büdlich-Haag                                      |
| Eckweiler                   | Dorf            | 1522     |      |                                                                             |
| Kreuznach                   | Stadt           | 1587     |      |                                                                             |
| Wöllstein                   | Dorf            | vor 1563 |      |                                                                             |
| Hangen-Weisheim             | Dorf            | 1561     |      |                                                                             |
| Bobenheim                   | Dorf bei Worms  | vor 1540 |      |                                                                             |
| Maudach                     | Dorf            | vor 1563 |      |                                                                             |
| Speyer                      | Stadt           | 1669     |      |                                                                             |
| Rheinhausen                 | Dorf            | 1490     | 1803 | 1745 Teilverlagerung nach Bruchsal                                          |

### Rheinhausen – Augsburg
| Poststation          | Definition        | belegt   | bis  | Anmerkungen |
| -------------------- | ----------------- | -------- | ---- | --- |
| Rheinhausen          | Dorf              | 1490     | 1803 | seit 1490 Poststation von Speyer, 1745 Teilverlagerung nach Bruchsal                                                       |
| Bruchsal             | Stadt             | vor 1563 |      | Nennung bei da l'Herba |
| Diedelsheim          | Dorf bei Bretten  | 1540     | 1563 | 1563 aufgehoben und nach Knittlingen verlagert                                                                             |
| Knittlingen          | Stadt             | 1563     |      | 1563 anstelle von Diedelsheim; (erstmals 1495–1499)                                                                        |
| Enzweihingen         | Dorf              | um 1520  |      | Jeremias (Hieronymus) von Taxis war bis 1565 Posthalter in Enzweihingen                                                    |
| Cannstatt            | Stadt             | vor 1561 |      | erstmals kurzfristig 1496 Dokumente zum Postraub von 1561; in der Karte von da l’Herba Wortbeginn handschriftl. korrigiert |
| Stuttgart            | Stadt             | 1523     | 1534 | Postkurs Trient-Innsbruck-Augsburg-Stuttgart                                                                               |
| Deizisau             | Dorf              | vor 1561 |      | Dokumente zum Postraub 1561                                                                                                |
| Ebersbach            | Dorf              | 1523     |      | Postkurs Trient-Innsbruck-Augsburg-Stuttgart                                                                               |
| Altenstadt           | Dorf              | 1523     |      | Postkurs Trient-Innsbruck-Augsburg-Stuttgart                                                                               |
| Westerstetten        | Dorf              | 1596     |      | Nennung als unterlegter Posten                                                                                             |
| Elchingen            | Dorf              | 1523     |      | Postkurs Trient-Innsbruck-Augsburg-Stuttgart                                                                               |
| Ulm                  | Stadt             | 1680     |      | trotz Widerstand des Magistrats                                                                                            |
| Günzburg             | Stadt             | vor 1563 |      | Nennung bei da l'Herba |
| Roßhaupten (Rochapt) | Dorf bei Röfingen | 1523     | 1549 | am Postkurs Trient-Innsbruck-Augsburg-Stuttgart 1549 nach Scheppach verlagert                                              |
| Scheppach            | Marktflecken      | 1549     |      | |
| Auerbach             | Dorf              | vor 1563 |      | Nennung bei da l'Herba |
| Augsburg             | Stadt             | 1520     |      | vor 1520 sporadisch, abhängig vom Aufenthaltsort Maximilians I.                                                            |

## Poststationen südlich von Augsburg
Zu den Poststationen südlich von Augsburg liegt zwar in österreichischen Archiven genügend Quellenmaterial vor, das aber von der postgeschichtlichen Forschung bislang nur unzureichend ausgewertet wurde.
Abgesehen von Innsbruck sind die ersten festen Poststationen im Jahre 1523 belegt. Die Stationen um 1563 werden im Reisebuch des Giovanni da l’Herba genannt. Auch die auf Hans Rogel beruhende jüngere Augsburger Meilenscheibe des Kaspar Augustin aus dem Jahre 1629 wird als Quelle einbezogen.

### Augsburg – Innsbruck
| Poststation  | Definition          | belegt     | bis | Anmerkungen                                  |
| ------------ | ------------------- | ---------- | --- | -------------------------------------------- |
| Augsburg     | Stadt               | siehe oben |     |                                              |
| Otmarshausen | Dorf                | vor 1629   |     | Jüngere Augsburger Meilenscheibe             |
| Hurlach      | Dorf                | 1523       |     | Postkurs Trient-Innsbruck-Augsburg-Stuttgart |
| Dissen       | Dorf                | vor 1563   |     | Nennung bei da l’Herba                       |
| Schwabbruck  | Dorf                | 1523       |     | Postkurs Trient-Innsbruck-Augsburg-Stuttgart |
| Gerartshofen | Dorf                | vor 1629   |     | Jüngere Augsburger Meilenscheibe             |
| Sameister    | Dorf bei Roßhaupten | 1596       |     | Postordnung                                  |
| Füssen       | Stadt               | 1523       |     | Postkurs Trient-Innsbruck-Augsburg-Stuttgart |
| Reutte       | Markt               | vor 1629   |     | Jüngere Augsburger Meilenscheibe             |
| Ehrenberg    | Burg bei Reutte     | vor 1563   |     | Nennung bei da l’Herba                       |
| Heiterwang   | Dorf                | 1596       |     | Postordnung                                  |
| Lermoos      | Dorf                | 1523       |     | Postkurs Trient-Innsbruck-Augsburg-Stuttgart |
| Nassereith   | Dorf                | vor 1563   |     | Nennung bei da l’Herba                       |
| Barwies      | Dorf                | 1523       |     | Postkurs Trient-Innsbruck-Augsburg-Stuttgart |
| Mieming      | Dorf                | vor 1563   |     | Nennung bei da l’Herba                       |
| Pettnau      | Dorf                | vor 1563   |     | Nennung bei da l’Herba                       |
| Innsbruck    | Stadt               | 1490       |     | Innsbrucker Rechnungsbücher                  |

### Innsbruck – Trient
| Poststation       | Definition         | belegt   | bis | Anmerkungen                                  |
| ----------------- | ------------------ | -------- | --- | -------------------------------------------- |
| Innsbruck         | Stadt              | 1490     |     |                                              |
| Matrei            | Dorf               | vor 1563 |     | Nennung bei da l'Herba                       |
| Steinach          | Marktflecken       | 1523     |     | Postkurs Trient-Innsbruck-Augsburg-Stuttgart |
| Brenner           | Dorf               | vor 1563 |     | Nennung bei da l'Herba                       |
| Sterzing          | Stadt              | 1523     |     | Postkurs Trient-Innsbruck-Augsburg-Stuttgart |
| Beisser in der Au | Poststation        | vor 1629 |     | jüngere Augsburger Meilenscheibe             |
| Mettinfol         | Herberge           | vor 1563 |     | Nennung bei da l'Herba                       |
| Neuenstift        | Kloster bei Brixen | 1523     |     | Postkurs Trient-Innsbruck-Augsburg-Stuttgart |
| Brixen            | Stadt              | vor 1551 |     | Verleihung an Ludwig von Taxis               |
| Kollmann          | Dorf               | 1523     |     | Postkurs Trient-Innsbruck-Augsburg-Stuttgart |
| Vernol            | Poststation        | 1563     |     | Nennung bei da l'Herba                       |
| Bozen             | Stadt              | 1523     |     | Postkurs Trient-Innsbruck-Augsburg-Stuttgart |
| Neumarkt          | Dorf               | 1523     |     | Postkurs Trient-Innsbruck-Augsburg-Stuttgart |
| Salurn            | Dorf               | vor 1629 |     | Jüngere Augsburger Meilenscheibe             |
| San Michele       | Marktflecken       | vor 1629 |     | Jüngere Augsburger Meilenscheibe             |
| Trient            | Stadt              | 1523     |     | Postkurs Trient-Innsbruck-Augsburg-Stuttgart |

## Routenverlängerungen

### Brüssel – Antwerpen
| Poststation | Definition | belegt   | bis | Anmerkungen                                                    |
| ----------- | ---------- | -------- | --- | -------------------------------------------------------------- |
| Brüssel     | Stadt      | 1505/16  |     | Postvertrag 1505, Zentrale seit 1516                           |
| Mechelen    | Stadt      | 1505     |     | Postvertrag 1505, Start der Stafetten in Mechelen oder Brüssel |
| Antwerpen   | Stadt      | vor 1519 |     | Tagebuch des Lucas Rem                                         |